# Alchemilla microdonta
Alchemilla microdonta é uma espécie de rosácea do gênero Alchemilla, pertencente à família Rosaceae.